# Glasaal

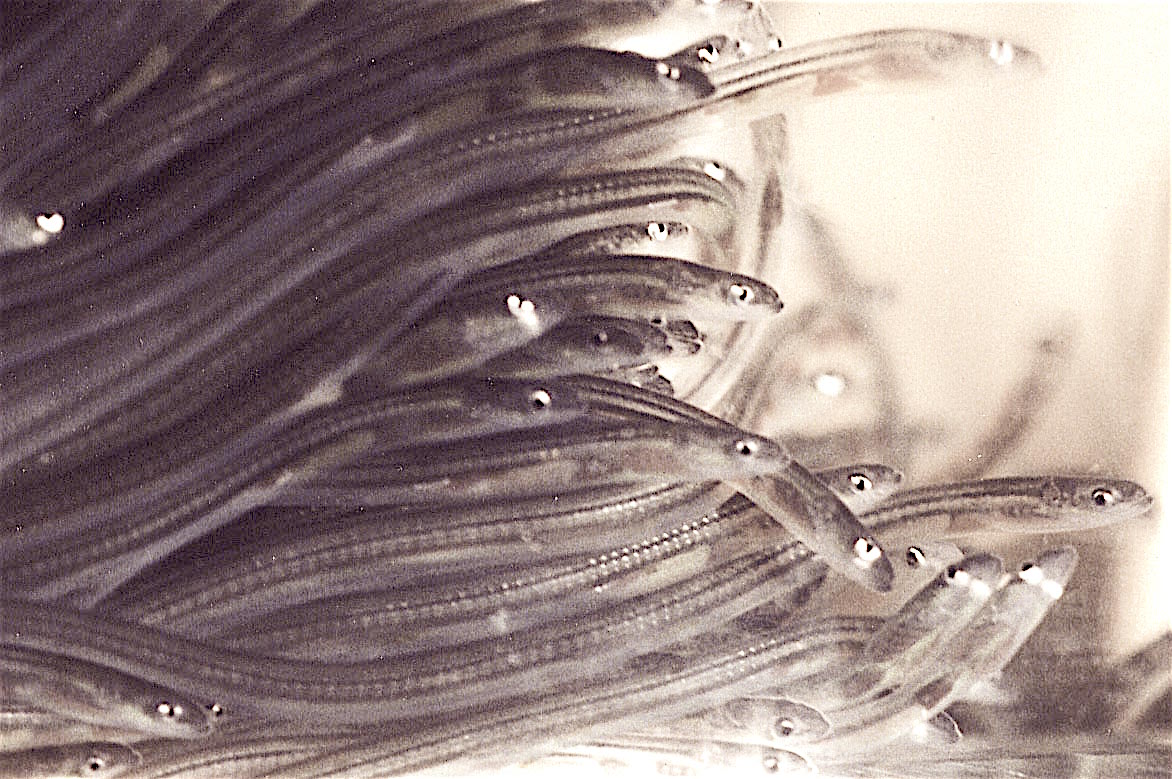
Glasaale am Übergang vom Meer ins Süßwasser. Die Haut ist noch durchscheinend und die roten Kiemen und das Herz sind sichtbar. Länge ca. 8 cm. Foto: Uwe Kils

Als Glasaal bezeichnet man das Jugendstadium der Aale (Anguillidae), das auf das Weidenblattlarven-Stadium folgt. Der Jungfisch wird als „Glasaal“ bezeichnet, weil er in diesem Stadium noch durchscheinend ist.
Glasaale ziehen durch das Meer und können in die Unterläufe (Potamal) der Flüsse zu den Lebensräumen der erwachsenen Aale einwandern oder sich im Bereich von Flussmündungen ansiedeln, insbesondere in kaltem Meerwasser.

## Glasaal und Mensch

### Ausbeutung
Die Befischung von Glasaalen kann lokal oder regional erheblich sein. Am Arzal-Mündungsdamm in Vilaine, Bretagne, Frankreich wurden Fangausbeuten und Bestände 1996 bis 2000 analysiert. Dabei stellte sich heraus, dass nur 0,3 bis 3,9 % der Glasaalpopulation den Fluss oberhalb des Dammes erreichte. Diese Überfischung, so schlussfolgern die Untersucher, hat einen Bestandsrückgang zur Folge. Daher werden Glasaale in den Meeren gefangen und in Binnengewässern ausgesetzt.
In Asien gelten Glasaale als Delikatesse. Inzwischen ist ein lukrativer illegaler Handel mit Glasaalen von Europa nach Asien entstanden.

### Ersatzprodukt

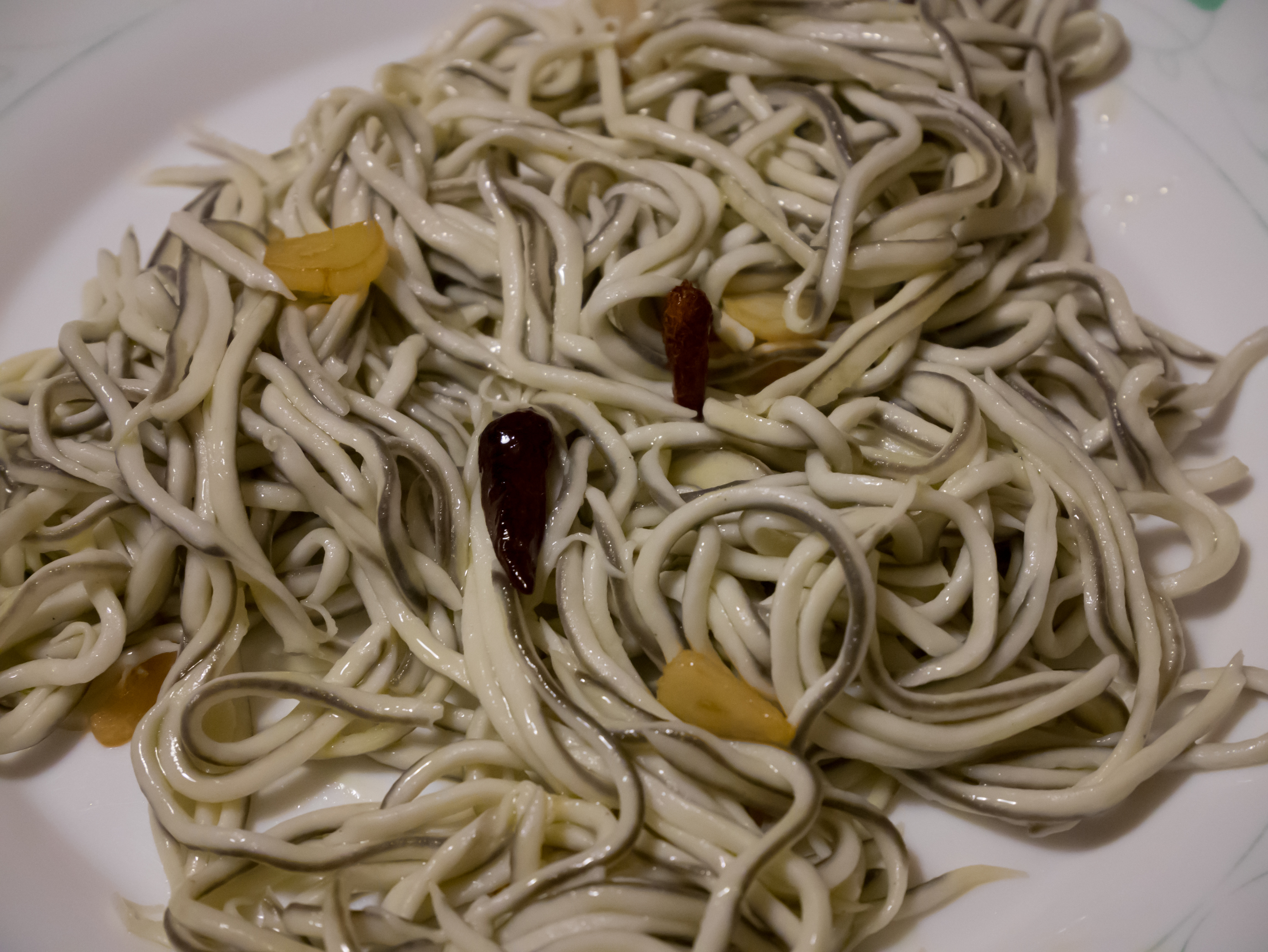
Gulas aus Surimi

Glasaale sind vor allem im Baskenland ein traditionell zu Weihnachten sehr beliebtes Gericht (Angulas). In den letzten Jahren hat man wegen der sehr hohen Preise einen „Angulas-Ersatz“ aus Surimi (Fischprotein mit Aromastoffen) entwickelt, genannt Gulas. Die Masse wird zuerst in Formen gepresst, danach erhält jedes Stück zwei mit Lebensmittelfarbe gemalte Pünktchen als Augen, um das Produkt wirklichkeitsnäher zu gestalten.

### Rechtlicher Status
Als migrierende Population, soweit sie nationale Zuständigkeitsgrenzen überquert, unterliegen Glasaale dem Schutz der Bonner Konvention von 1983 (Übereinkommen zur Erhaltung der wandernden wild lebenden Tierarten).